# Circleville (Utah)
Pour les articles homonymes, voir Circleville.
La ville de Circleville est située dans le comté de Piute, dans l’État de l’Utah, aux États-Unis. Lors du recensement de 2000, sa population s’élevait à 505 habitants, ce qui en fait la plus peuplée du comté.

## Histoire
Circleville a été fondée en 1864 par 50 familles membres de l’Église de Jésus-Christ des saints des derniers jours, sur l’instigation de Brigham Young.

## Source
- (en) Cet article est partiellement ou en totalité issu de l’article de Wikipédia en anglais intitulé « Circleville, Utah » (voir la liste des auteurs).